# Флоксуридин
Флоксуридин  — протипухлинний лікарський засіб, антиметаболіт. Флоксуридин є похідним пиримідинових нуклеозидів, а саме дезоксиуридину. Використовується у лікуванні колоректального раку. Пацієнти які отримували флоксуридин демонстрували кращі клінічні показники порівняно із контрольною групою. Також інколи використовується для лікування раку нирок та шлунку.

## Фармакологічна дія
Флоксуридин інгібує ензим тимідилат синттазу. В експериментальних системах таке пригнічення призводить до зменшення концентрації деокситімідин трифосфату, який є необхідним для синтезу ДНК. Наслідками цього є кластогенність (руйнування хромосомного матеріалу), цитотоксичність. Механізм дії подібний до 5-фторурацилу.